# Geleitschenke

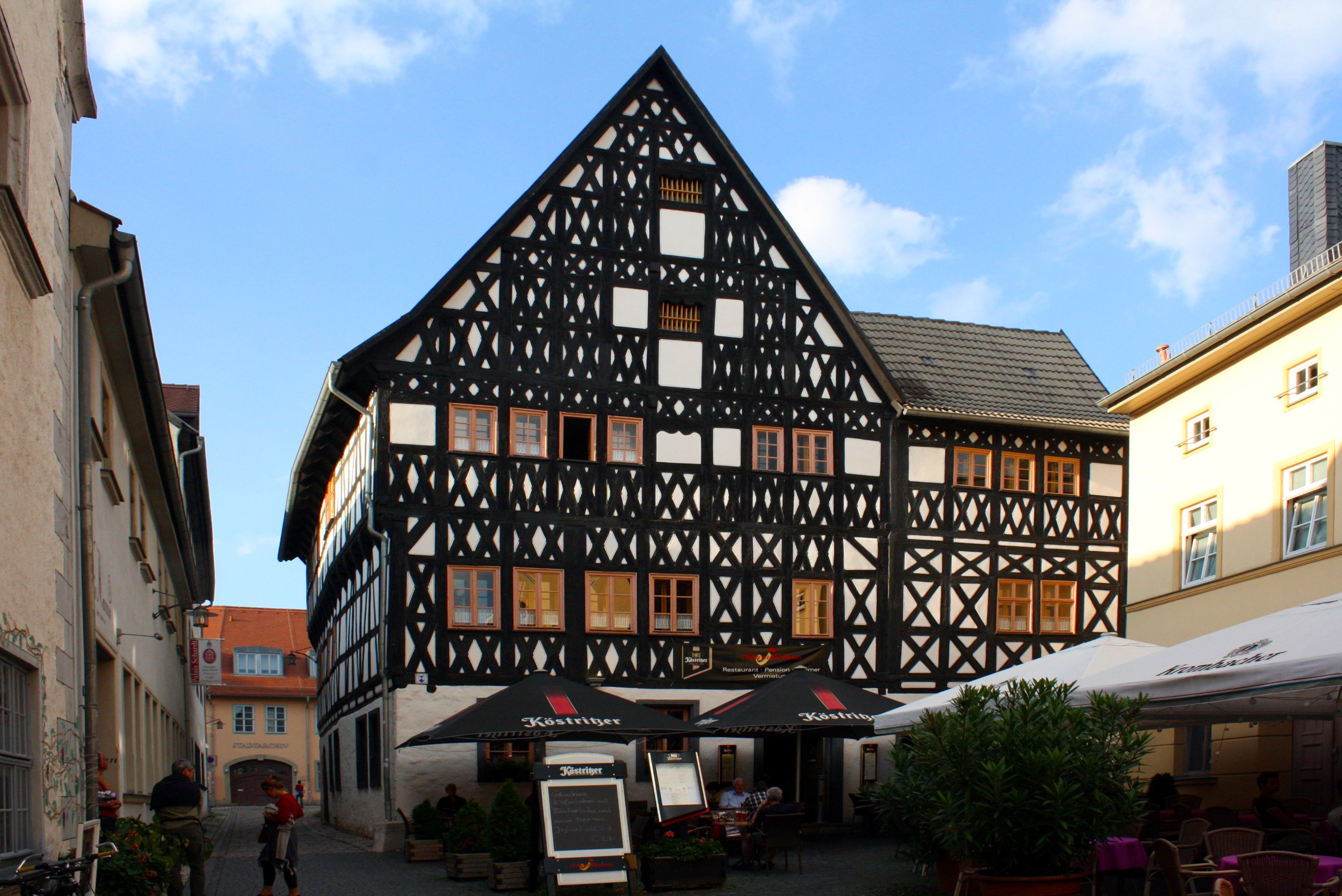
Vorderansicht der Geleitschenke von der Geleitstraße aus gesehen

Die Geleitschenke, ist eine historische Gaststätte in der Altstadt von Weimar in Thüringen. Untergebracht ist sie in einem historischen denkmalgeschützten Fachwerkhaus in der Scherfgasse 4, welches während des 16. Jahrhunderts errichtet wurde. Heute beheimatet das historische Fachwerkhaus die Gaststätte "Watzdorfer Geleitschenke". Somit kehrte man zum alten Namen des bekannten Wirtshauses zurück. 

## Geschichte
Errichtet wurde das Gebäude im Jahre 1547 als Wohnhaus und Speicher eines Weimarer Waidhändlers. Mit der Verdrängung des Waid durch das Indigo verschlechterte sich die wirtschaftliche Situation nicht nur in Weimar, sondern in ganz Thüringen. Nach dem Rathausbrand im Jahre 1837 wurde das Haus von der Stadt erworben und ein Teil der Verwaltung sowie der Ratskeller wurden darin untergebracht. Das Fachwerk wurde vor dem Zweiten Weltkrieg verputzt und erst nach Kriegsende wieder freigelegt. Bis 1958 war die Gaststätte Zum Wallgraben in dem Haus untergebracht. Danach wurden die Gasträume als Lager genutzt. Die Sanierung des Gebäudes erfolgte nach 1999. Die Bezeichnung „Geleitschenke“ stammt aus der Zeit nach dem Zweiten Weltkrieg. Mit der Einnahme der Geleitsgelder hatte es folglich nichts zu tun, woher das Geleithaus, die Geleitstraße und der Geleitbrunnen wiederum ihre Namen her haben.

## Architektur
Die Geleitschenke besteht aus drei Gebäudeteilen. Der Hauptbau steht mit der Traufseite parallel zur Scherfgasse. Der Schaugiebel zeigt zur Geleitstraße. Das Fachwerk ist leicht unregelmäßig und am Giebel mit einer Vielzahl an Andreaskreuzen verziert. Die Traufseite ist mit Schwertungen versehen. Die beiden senkrecht zum Hauptbau angeordneten Seitenflügel sind schlichter gehalten. Die Gaststube mit 60 Plätzen ist mit Holzunterzügen versehen. Zudem bestehen noch zwei Nebenräume mit je 20 Plätzen. Bemerkenswert ist zudem eine Holzstube im Obergeschoss, das sogenannte Ratsherrenzimmer. Die Decke und der Unterzug ist mit Stuck verziert.

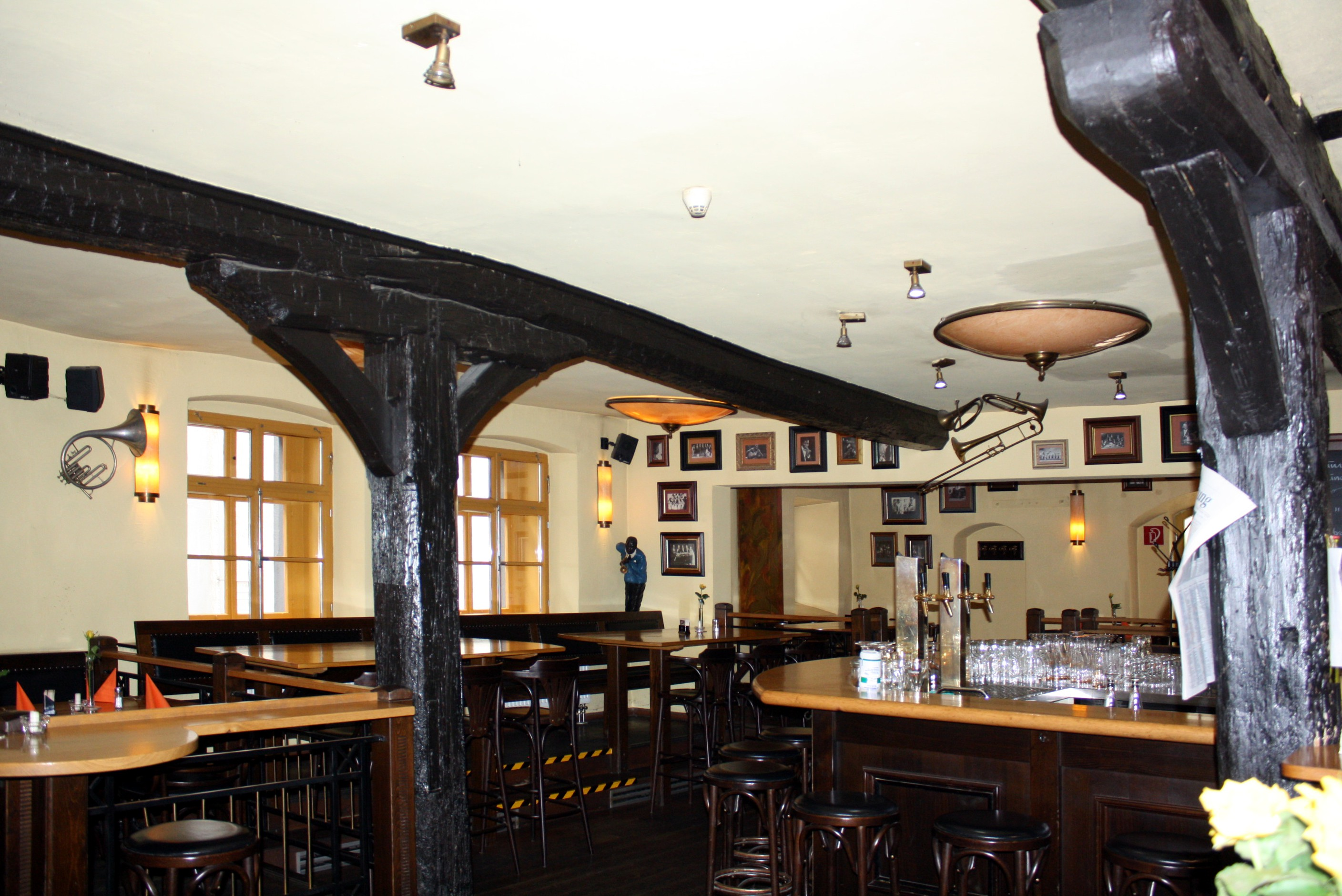
Gaststube
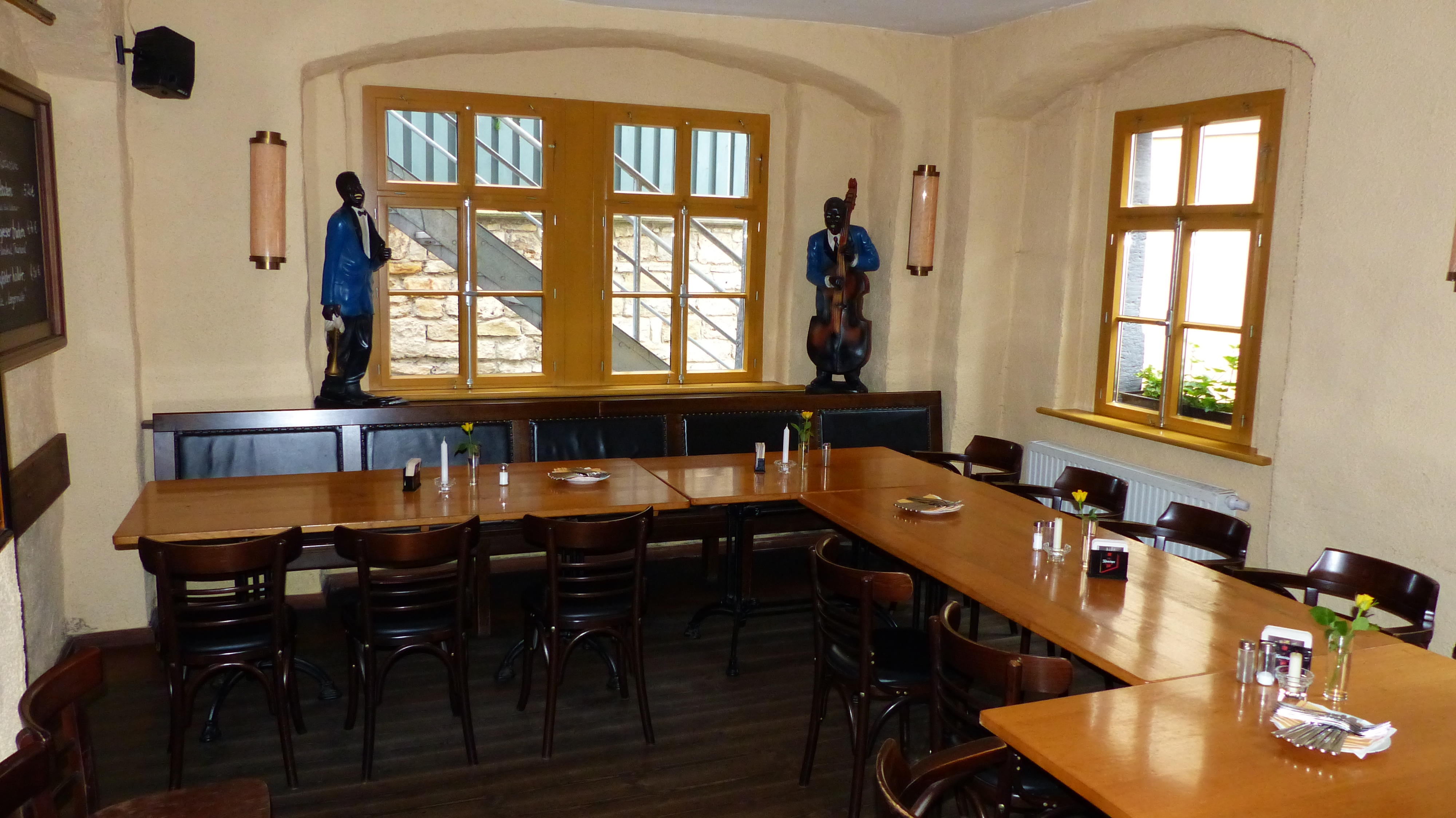
Einer der Nebenräume
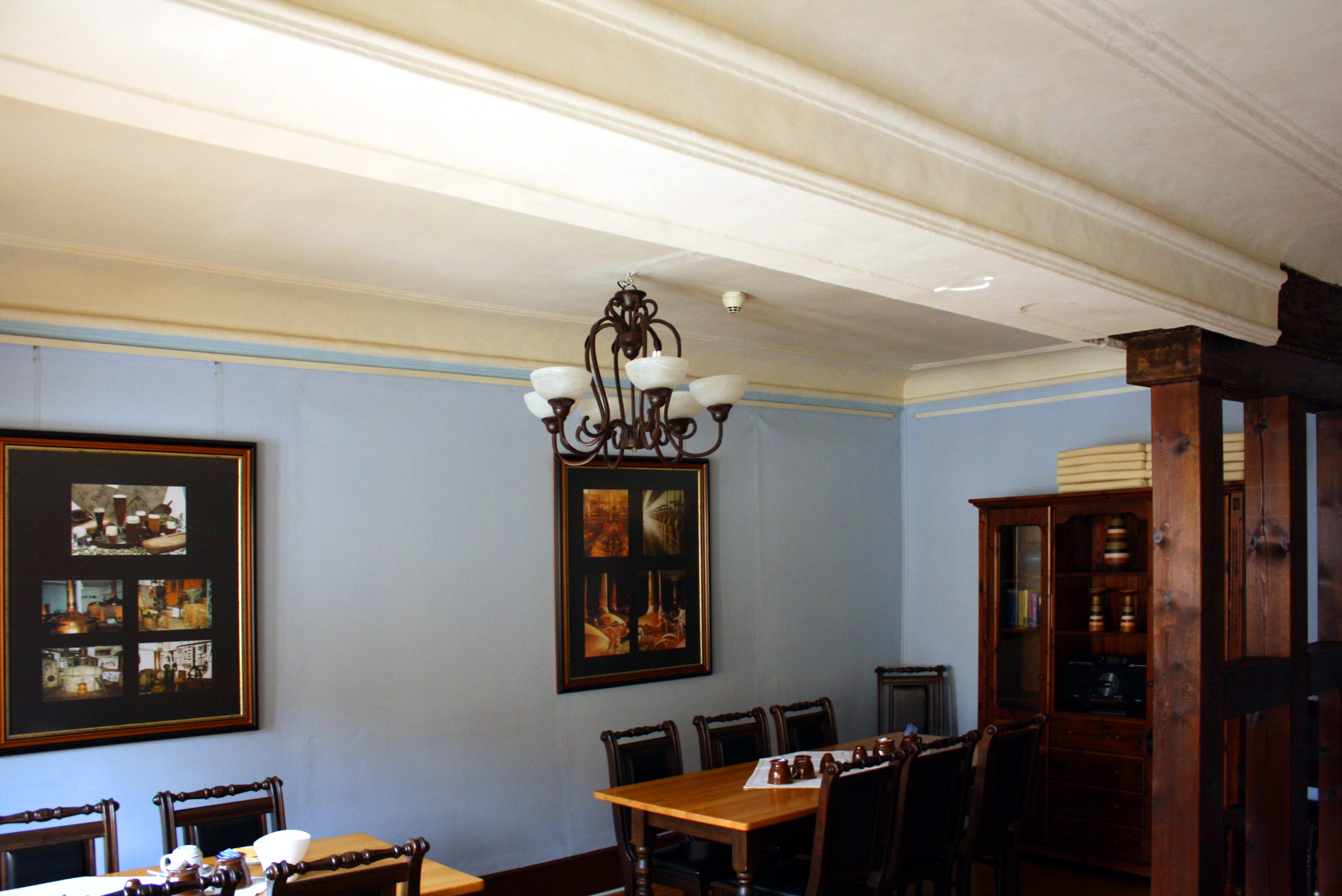
Holzstube

## Nutzung
Heute ist in der Geleitschenke eine Gaststätte mit Pension untergebracht. Der kleine Platz vor dem Haus wird als Terrasse genutzt. Hinter dem Haus schließt sich ein Biergarten an.